# Mimmo Franzinelli
Mimmo Franzinelli (Cedegolo, 26 aprile 1954) è uno storico italiano.

## Biografia
Laureatosi in scienze politiche (indirizzo storico) a Padova, ha conseguito il dottorato in aree di frontiera all'Università degli Studi di Udine. 
Dopo avere insegnato per diversi anni, si è dedicato a tempo pieno alla ricerca storica.
È studioso del periodo fascista e del secondo dopoguerra.
Nel 1991 riceve il 2º Premio Acqui storia per l'opera "Il riarmo dello spirito", nel 2000 è insignito del Premio Viareggio per il volume "I tentacoli dell'Ovra".
Il 5 dicembre 2002 gli viene conferito l'11º Premio internazionale "Ignazio Silone".
Nel 2003 ottiene il Premio Benedetto Croce per il libro Squadristi, nel 2006 il Premio Basilicata per L'amnistia Togliatti e nel 2009 il Premio città di Saluzzo "Walter Botto - Enrico Rossi" per "La sottile linea nera".
Fa parte del consiglio d'amministrazione della Fondazione "Ernesto Rossi - Gaetano Salvemini" di Firenze e del Circolo culturale "Guglielmo Ghislandi" di Breno.
È stato coinvolto nel progetto di ricerca internazionale Occupation in Europe: The Impact of National Socialist and Fascist Rule 1938-1950, promosso dall'European Science Foundation di Amsterdam e dalla Technische Universität di Berlino.
È componente del comitato scientifico della Fondazione Istituto per la Storia e Società Contemporanea di Sesto San Giovanni, e della Fondazione Micheletti di Brescia.

## Opere
- La Valcamonica nella ricostruzione (1945-1953), Breno, Circolo Culturale G. Ghislandi, 1983.
- La 54ª Brigata Garibaldi e la Resistenza in Valsaviore, Bagnolo Mella, Litografica bagnolese, 1984.
- Democrazia e socialismo in Valcamonica. La vita e l'opera di Guglielmo Ghislandi, Breno, Circolo Culturale G. Ghislandi, 1985.
- Emigrazione, miniera, risaia... Storia sociale del lavoro in un paese camuno, s.l., A.N.M.I.L.-Comitato promotore per il monumento ai caduti sul lavoro di Novelle, 1986.
- La Società operaia maschile di mutuo soccorso G. Garibaldi in Breno e la S. O. femminile di M. S., Breno, S. O. di M. S. G. Garibaldi, 1986.
- Lotte operaie in un centro industriale lombardo. Il proletariato loverese dal «biennio rosso» ai primi anni Cinquanta, Milano, Franco Angeli, 1987, ISBN 88-204-2688-9.
- Padre Gemelli per la guerra, Ragusa, La Fiaccola, 1989.
- Ateismo, laicismo, anticlericalismo. Guida bibliografica ragionata al libero pensiero ed alla concezione materialistica della storia, I, Chiesa, Stato e società in Italia, Ragusa, La Fiaccola, 1990.
- Il riarmo dello spirito. I cappellani militari nella seconda guerra mondiale, Paese, Pagus, 1991.
- Ateismo, laicismo, anticlericalismo, II, Da Cristo a Wojtyla: contributi per una storia eterodossa della Chiesa, Ragusa, La Fiaccola, 1992.
- Le canzoni del diavolo, presentazione di, Venezia, Centro Internazionale della Grafica di Venezia, 1993.
- I cappellani militari italiani nella Resistenza all'estero, Roma, Ministero della difesa, Gabinetto del ministro, Commissione Resistenza militari italiani all'estero-Rivista militare, 1993.
- USA: la contestazione musicale, in Note di rivolta, Milano, Editrice A, 1993.
- Ateismo, laicismo, anticlericalismo. Guida bibliografica ragionata al libero pensiero ed alla concezione materialistica della storia, III, L'intolleranza religiosa e le sue vittime, Ragusa, La Fiaccola, 1994.
- Un dramma partigiano. Il caso Menici, Brescia, Fondazione Luigi Micheletti, 1995.
- La "Baraonda". Socialismo, fascismo e resistenza in Valsaviore, 2 voll., Brescia, Grafo, 1995. ISBN 88-7385-274-2.
- Phil Ochs. La vita e la musica, Viterbo, Stampa Alternativa/Nuovi equilibri, 1995. ISBN 88-7226-234-8.
- Stellette, croce e fascio littorio. L'assistenza religiosa a militari, balilla e camicie nere (1919-1939), Milano, Franco Angeli, 1995, ISBN 88-204-8986-4.
- I tentacoli dell'OVRA. Agenti, collaboratori e vittime della polizia politica fascista, Collana Nuova Cultura, Torino, Bollati Boringhieri, 1999, ISBN 978-88-339-1164-9. - nuova ed.,  Collana Universale, Bollati Boringhieri, 2020, ISBN 978-88-339-3453-2.
- Delatori. Spie e confidenti anonimi: l'arma segreta del regime fascista, Milano, Mondadori, 2001, ISBN 88-04-48842-5.
- Le stragi nascoste. L’armadio della vergogna: impunità e rimozione dei crimini di guerra nazifascisti, 1943-2001, Milano, Mondadori, 2002, ISBN 88-04-50337-8.
- Squadristi. Protagonisti e tecniche della violenza fascista, 1919-1922, Milano, Mondadori, 2003, ISBN 88-04-51233-4.
- Il duce proibito. Le fotografie di Mussolini che gli italiani non hanno mai visto, a cura di e con Emanuele Valerio Marino, Milano, Mondadori, 2003, ISBN 88-04-52218-6.
- Il volto religioso della guerra. Santini e immaginette per i soldati, a cura di, Faenza, Edit Faenza, 2003. ISBN 88-8152-105-9.
- Guerra di spie. I servizi segreti fascisti, nazisti e alleati, 1939-1943, Milano, Mondadori, 2004, ISBN 88-04-53465-6.
- Storia di un giudice italiano. Vita di Adolfo Beria di Argentine, con Pier Paolo Poggio, Milano, Rizzoli, 2004. ISBN 88-17-00306-9.
- Rock music. Gli artisti e gli album che hanno fatto un'epoca, Milano, Oscar Mondadori, 2005. ISBN 88-04-54748-0.
- L'Amnistia Togliatti. 22 giugno 1946. Colpo di spugna sui crimini fascisti, Collezione Le Scie, Milano, Mondadori, 2006, ISBN 88-04-55334-0. - Collana UEF.Storia, Milano, Feltrinelli, 2016, ISBN 978-88-078-8831-1.
- Rock music 2. Dal Progressive al Punk, Milano, Mondadori, 2007.
- Mimmo Franzinelli - Anna Maria Ori, Fossoli. Memoria privata, rimozione pubblica, In Dialogo, 2007.
- RSI. La Repubblica del Duce 1943-1945. Una storia illustrata, Collezione Le Scie, Milano, Mondadori, 2007, ISBN 978-88-04-57321-0. - Collana La Clessidra di Clio n.85, Gorizia, LEG, 2022, ISBN 978-88-610-2879-1.
- Il delitto Rosselli. 9 giugno 1937. Anatomia di un omicidio politico, Collezione Le Scie, Milano, Mondadori, 2007, ISBN 978-88-04-56670-0. - Collana UEF.Storia, Milano, Feltrinelli, 2017, ISBN 978-88-078-8930-1.
- La sottile linea nera. Neofascismo e servizi segreti da piazza Fontana a piazza della Loggia, Collana Saggi italiani, Milano, Rizzoli, 2008, ISBN 978-88-17-02198-2.
- M. Franzinelli - Paolo Cavassini, Fiume. L'ultima impresa di d'Annunzio, Collezione Le Scie, Milano, Mondadori, 2009, ISBN 978-88-04-59474-1.
- M. Franzinelli - Marco Magnani, Beneduce. Il finanziere di Mussolini, Collezione Le Scie, Milano, Mondadori, 2009, ISBN 978-88-04-58593-0.
- Rock & servizi segreti. Musicisti sotto tiro: Da Pete Seeger a Jimi Hendrix a Fabrizio De André, Collana Nuova cultura.Introduzione n.232, Milano, Bollati Boringhieri, 2010, ISBN 978-88-339-2057-3. - nuova ed., Collana Saggi, Torino, Bollati Boringhieri, 2022, ISBN 978-88-339-3988-9.
- Il Piano Solo. I servizi segreti, il centro-sinistra e il «golpe» del 1964, Collezione Le Scie, Milano, Mondadori, 2010, ISBN 978-88-04-52662-9.
- Autopsia di un falso. I «Diari» di Mussolini e la manipolazione della storia, Collana Nuova Cultura n.261, Torino, Bollati Boringhieri, 2011, ISBN 978-88-339-2243-0.
- M. Franzinelli - Nicola Baldieri, Il volto di Gomorra, Collana I luoghi e la storia, Milano, Mondadori-Electa, 2011, ISBN 978-88-370-8459-2.
- M. Franzinelli - Alessandro Giacone, La provincia e l'Impero. Il giudizio americano sull'Italia di Berlusconi, Collana Storie, Milano, Feltrinelli, 2011, ISBN 978-88-07-11112-9.
- Il prigioniero di Salò. Mussolini e la tragedia italiana del 1943-1945, Collezione Le Scie, Milano, Mondadori, 2012, ISBN 978-88-04-62525-4.
- Mimmo Franzinelli - Andrea Ventura, Una mattina mi son svegliato. 5 storie dell'8 settembre 1943, Torino, UTET, 2013, ISBN 978-88-418-9689-1.
- Il giro d'Italia. Dai pionieri agli anni d'oro, Collana Storie, Milano, Feltrinelli, 2013, ISBN 978-88-07-11126-6.
- Il Museo della Resistenza di Valsaviore, Bams Photo, 2013, ISBN 978-88-97941-05-7.
- Il duce e le donne. Avventure e passioni extraconiugali di Mussolini, Collezione Le Scie, Milano, Mondadori, 2013, ISBN 978-88-04-63095-1.
- Bombardate Roma! Guareschi contro De Gasperi: uno scandalo nella storia repubblicana, Collezione Le Scie, Milano, Mondadori, 2014, ISBN 978-88-04-64102-5.
- M. Franzinelli - Nicola Graziano, Un'odissea partigiana. Dalla Resistenza al manicomio, Collana Storie, Milano, Feltrinelli, 2015, ISBN 978-88-07-11138-9.
- L'arma segreta del Duce. La vera storia del carteggio Churchill-Mussolini, Collana Saggi italiani, Milano, Rizzoli, 2015, ISBN 978-88-17-08058-3.
- Disertori. Una storia mai raccontata della seconda guerra mondiale, Collezione Le Scie, Milano, Mondadori, 2016, ISBN 978-88-04-65999-0.
- Il tribunale del Duce. La giustizia fascista e le sue vittime (1927-1945), Collezione Le Scie.Nuova serie, Milano, Mondadori, 2017, ISBN 978-88-04-67370-5.
- Tortura. Storia dell'occupazione nazista e della guerra civile (1943-1945), Collezione Le Scie.Nuova serie, Milano, Mondadori, 2018, ISBN 978-88-04-68589-0.
- Fascismo Anno Zero. 1919: la nascita dei Fasci italiani di combattimento, Collezione Le Scie.Nuova serie, Milano, Mondadori, 2019, ISBN 978-88-04-70831-5.
- M. Franzinelli-Paolo Cavassini, Fiume 1919, Collana La Clessidra di Clio, Gorizia, LEG Edizioni, 2019, ISBN 978-88-6102-653-7.
- Marcello Flores-M. Franzinelli, Storia della Resistenza, Collana Cultura storica, Bari-Roma, Laterza, 2019, ISBN 978-88-581-3363-7.
- M. Franzinelli-Paolo Cavassini, Fiume. Un racconto per immagini dell'impresa di D'Annunzio, Collana La Clessidra di Clio, Gorizia, LEG, 2019, ISBN 978-88-6102-653-7.
- M. Franzinelli-Alessandro Giacone, 1960. L'Italia sull'orlo della guerra civile, Collezione Le Scie.Nuova serie, Milano, Mondadori, 2020, ISBN 978-88-04-72245-8.
- Storia della Repubblica Sociale Italiana 1943-1945, Collana Cultura storica, Bari-Roma, Laterza, 2020, ISBN 978-88-581-4161-8.
- Il filosofo in camicia nera. Giovanni Gentile e gli intellettuali di Mussolini, Collezione Le Scie, Milano, Mondadori, 2021, ISBN 978-88-047-3826-8.
- L'insurrezione fascista. Storia e mito della marcia su Roma, Collezione Le Scie. Nuova serie, Milano, Mondadori, 2022, ISBN 978-88-047-5113-7.
- Il fascismo è finito il 25 aprile 1945, Collana I Robinson. Fact Checking, Roma-Bari, Laterza, 2022, ISBN 978-88-581-4755-9.
- Schiavi di Hitler. I militari italiani nei lager nazisti, Collezione Le Scie, Milano, Mondadori, 2023, ISBN 978-88-047-7138-8.
- Matteotti e Mussolini. Vite parallele. Dal socialismo al delitto politico, Collezione Le Scie, Milano, Mondadori, 2024, ISBN 978-88-047-7139-5.
- Croce e il fascismo, Collana Cultura storica, Roma-Bari, Laterza, 2024, ISBN 978-88-581-4639-2.
- Marcello Flores-M. Franzinelli, Conflitto tra poteri. Magistratura, politica e processi nell’Italia repubblicana, Collana La Cultura, Milano, Il Saggiatore, 2024, ISBN 978-88-428-3418-2.
- Marina Cardozo-M. Franzinelli, Gli artigli del Condor. Dittature militari latino-americane, CIA e neofascismo italiano, Collana Storia, Torino, Einaudi, 2025, ISBN 978-88-062-6497-0.
- Marcello Flores-M. Franzinelli, Il prezzo della libertà. 40 vite spezzate dal fascismo (1919-1945), Collana Cultura Storica, Roma-Bari, Laterza, 2025, ISBN 978-88-581-5547-9.
- Colpire Mussolini. Gli attentati al duce e la costruzione della dittatura fascista, collana Le Scie, Milano, Mondadori, 2025, ISBN 978-88-047-8690-0.

### Curatele
- Ernesto Rossi, Una spia del regime. Carlo Del Re e la provocazione contro Giustizia e Libertà, Collana Gli archi, Torino, Bollati Boringhieri, 2000, ISBN 978-88-339-1239-4.
- Ernesto Rossi, Nove anni sono molti. Lettere dal carcere 1930-39, Collana Nuova cultura, Torino, Bollati Boringhieri, 2001, ISBN 978-88-339-1333-9.
- Ernesto Rossi, I padroni del vapore. La collaborazione Fascismo-Confindustria durante il Ventennio, Kaos, 2001, ISBN 978-88-7953-101-6.
- L'elenco dei confidenti della polizia politica fascista, Torino, Bollati Boringhieri, 2002.
- Gaetano Salvemini, Dai ricordi di un fuoruscito 1922-1933, Collana Gli archi, Torino, Bollati Boringhieri, 2002, ISBN 978-88-339-1391-9. - Collana Universale, Bollati Boringhieri, 2021, ISBN 978-88-339-3242-2.
- Ernesto Rossi, Settimo non rubare. Le scorribande dei potentati economici e le connivenze politico-affaristiche nell'Italia del primo Dopoguerra, Collana Libertaria, Kaos, 2002, ISBN 978-88-7953-110-8.
- Ignazio Silone, Il fascismo. Origini e sviluppo, Collezione Le Scie, Milano, Mondadori, 2002, ISBN 978-88-04-50442-9.
- Seduzioni e miserie del potere. Visto da sinistra - Visto da destra. Galantara, Scalarini, Sironi, Guareschi, Mazzotta, 2003.
- Ennesto Rossi - Gaetano Salvemini, Dall'esilio alla Repubblica. Lettere 1944-1957, Collana Nuova Cultura, Torino, Bollati Boringhieri, 2004, ISBN 978-88-339-1534-0.
- Ultime lettere di condannati a morte e di deportati della Resistenza 1943-1945, Collezione Le Scie, Milano, Mondadori, 2005, ISBN 978-88-04-54378-7.
- «Non mollare» (1925), Con saggi di Gaetano Salvemini, Ernesto Rossi e Piero Calamandrei, Collana Gli archi, Torino, Bollati Boringhieri, 2005, ISBN 978-88-339-1627-9.
- Chiesa e guerra. Dalla «benedizione delle armi» alla «Pacem in terris», a cura di M. Franzinelli e Riccardo Bottoni, Collana Percorsi, Bologna, Il Mulino, 2005, ISBN 978-88-150-9757-6.
- Ernesto Rossi, Epistolario 1943-1967. Dal Partito d'Azione al centro-sinistra, Collana Storia e società, Roma-Bari, Laterza, 2007, ISBN 978-88-420-8177-7.
- Leopoldo Gasparotto, Diario di Fossoli, Collana Incipit n.21, Torino, Bollati Boringhieri, 2007, ISBN 978-88-339-1780-1.
- Oltre la guerra fredda. L'Italia del "Ponte" (1948-1953), Collana Storia e società, Roma-Bari, Laterza, 2010, ISBN 978-88-420-7912-5.
- Claretta Petacci, Verso il disastro. Mussolini in guerra. Diari 1939-1940, Prefazione di Ferdinand Petacci, Collana Saggi italiani, Milano, Rizzoli, 2011, ISBN 978-88-17-04742-5.
- Il riformismo alla prova. Il primo governo Moro nei documenti e nelle parole dei protagonisti (ottobre 1963-agosto 1964), a cura di M. Franzinelli e Alessandro Giacone, Collana Annali.Fondazione Giangiacomo Feltrinelli, Milano, Feltrinelli, 2012, ISBN 978-88-07-99067-0.
- Benito Mussolini, Giornale di guerra 1915-1917. Alto Isonzo - Carnia - Carso, a cura e con una postfazione di M. Franzinelli, Collana Biblioteca d'arte militare, Gorizia, LEG, 2016, ISBN 978-88-6102-269-0.
- Indro Montanelli, Io e il duce, Collana La Grande Storia, Milano, Rizzoli, 2018, ISBN 978-88-17-09121-3.
- Mussolini racconta Mussolini, Collana I Robinson. Letture, Roma-Bari, Laterza, 2023, ISBN 978-88-581-5073-3.

#### Altri scritti
- Ignazio Silone, Uscita di sicurezza, collana Oscar Scrittori Moderni, Postfazione e note di M. Franzinelli, Milano, Mondadori, 2001. - Collana Oscar Moderni, Mondadori, 2018-2025, ISBN 978-88-048-0854-1.